# Vengadores del Delta del Níger
Los Vengadores del Delta del Níger (Níger Delta Avengers óNDA por sus siglas en inglés) es una guerrilla  oriunda de la región del Delta del Níger, en Nigeria. El grupo público su existencia en marzo de 2016.
El NDA es conocido por atacar instalaciones petroleras en la región, causando el cierre de terminales petroleras y una caída en la producción de crudo a su nivel más bajo en veinte años. Los ataques causaron que Angola se pusiera a la cabeza en la producción de crudo más grande de África. La reducción en la producción de aceite ha dificultado la economía nigeriana y debilito su presupuesto, desde entonces Nigeria depende de la industria petrolera para casi todos sus ingresos como gobierno.
El NDA ha declarado que sus objetivos crear un estado soberano en el Delta de Níger y ha amenazado con interrumpir la economía de Nigeria si sus objetivos no son conocidos. El NDA clama que sus miembros son "jóvenes, educados, bien viajados...y educados en Europa del Este". El grupo criticó al Presidente de Nigeria, Muhammadu Buhari, por nunca haber visitado el delta y la detención del  activista independentista Nnamdi Kanu.

## Organización
El liderazgo de la organización no está definido, más cuando muchos líderes locales han actuado como portavoces del gobierno. Esto lo ha hecho difícil para que el gobierno hicieran un contacto significativo con el grupo. Los oficiales nigerianos también son desorganizados al hablar con los miembros, ya que muchos han encontrado su deber de hacer contacto.
Además, muchos grupos militantes saltaron a la acción  durante todo el 2016. Esta organización imitadora ha impugnado las reclamaciones de varios actos contra numerosas compañías petroleras originalmente atribuidas a la NDA.  El más destacado de estos grupos disidentes ha sido los Vengadores del Delta del Níger Reformados (RNDA), cuya similitud de nombre ha causado confusión tanto dentro como fuera del país, pero no están afiliado a la NDA.

## Actividad armada

### 2016
- 14 de enero - Varios gasoductos e instalaciones de petróleo localizados en Warri South West explotaron después de los órdenes emitidas por un Tribunal Superior de Nigeria en Lagos para arrestar al exlíder Government Ekpemupolo.
- 10 de febrero - Aproximadamente a las 1:30 militantes del NDA volaron la  Línea de Exportación Gasista Bonny-Soku.
- 14 de febrero - militantes del NDA  destruyeron el Ducto de Exportación submarino perteneciente a Shell plcForcados de 48 pulgadas en la Terminal de Exportación de Forcados.
- 19 de febrero -  Aproximadamente a las 3:30 a. m., militantes del NDA volaron el oleoducto Clough Creek-Tebidaba perteneciente a la empresa Eni en el estado de Bayelsa.
- 4 de mayo -  Guerrilleros del NDA atacaron y averiaron fuertemente la Plataforma de Válvula perteneciente a Chevron Corporation, localizada en Abiteye, Warri del sur. Esta plataforma según Chevron es la más importante, donde se conectan todas las demás plataformas de Chevron en el Delta del Níger.
- 4 de mayo - Concha  submarino Forcados Exportación de 48 pulgadas la tubería era una vez más soplada arriba por los militantes poco después de reparaciones comenzaron seguir el febrero 14 ataque.
- 5 de mayo - El sistema de tuberías de tuberías Escravos-Lagos, enlazando en Warri, siendo volado por guerrilleros del NDA.
- El  mismo día el Equipo de Huelga 4 del NDA lanzó un ataque coordinado en varias instalaciones petroleras perteneciente a Chevron Corporation localizó en Abiteye, lo que resultó en la destrucción de Chevron Well D25 y varios otros oleoductos importantes en el área.[10]
- 6 de mayo - El oleoducto crudo que enlaza Warri a Kaduna estuvo soplado arriba por el NDA  Equipo de Huelga 7 así como una línea gasista que suministros tanto Lagos y Abuya con electricidad.
- Horas más tarde los oleoductos localizaron cerca los pueblos de Alero, Dibi, Otunana, y Makaraba fueron explotados por el Equipo de Huelga 7 del NDA
- 9 de mayo - 3 soldados nigerianos murieron en un tiroteo con guerrilleros NDA militantes en el pueblo de Foropa, Ijaw del sur, Bayelsa.
- 13 de mayo - La tubería Chevron en Makaraba fue atacada por segunda vez en 7 días,continuando los trabajos de reparación por parte de Chevron
- 20 de mayo - El sistema de tuberías Escravos-Lagos fue una vez más explotado por guerrilleros del NDA tras el comienzo de las reparaciones que se están realizando en el oleoducto tras el ataque del 5 de mayo.
- 25 de mayo - Militantes del NDA volaron la tubería de alimentación eléctrica de Shell localizado en la granja de Tanque de Escravos.
- 27 de mayo - Aproximadamente a las 2:15 a. m., militantes de la NDA volaron los oleoductos 1, 2 y 3 de Eni y Shell ubicados en Nembe, estado de Bayelsa.
- Más temprano otro grupo de guerrilleros volaron soplaron arriba de varios ductos de gas y crudo gasistas pertenecientes a Nigerian National Petroleum Corporation, localizado cerca a Warri.
- 30 de mayo - Militantes del NDA fueron forzados a retroceder de los pueblos de Gulobokri y Eweleso, en Brass (Nigeria) esto después de una serie de enfrentamientos con soldados nigerianos, que resultaron en la muerte de aproximadamente 20 civiles, 2 policías y un número desconocido de militantes/soldados nigerianos.
- 31 de mayo: Aproximadamente a las 3:44 a. m., los pozos de petróleo RMP23 y RMP24 de Chevron ubicados cerca de la aldea de Dibi, Warri South West, los pozos de mayor producción de Chevron en el delta del Níger, fueron volados por guerrilleros.
- 1 de junio - Cinco botes cargados con militantes fuertemente armados atacaron una casa flotante cerca de la aldea de Ijere, Warri South, donde, según informes, estaban estacionados soldados nigerianos. 2 soldados nigerianos y 4 civiles murieron durante el ataque. La NDA afirma que no estuvo detrás del ataque y declaró que "traerá a los culpables ante la justicia"..[11]
- 2 de junio - Cerca de las 2:00 a. m. guerrilleros volaron los oleoductos Ogboinbiri-Tebidaba y Cough Creek-Tebidaba, pertenecientes a Eni, en el estado de Bayelsa.
- 3 de junio Aproximadamente a las 3:00 a. m. soy guerrilleros volaron el oleoducto de exportación Forcados de 48 pulgadas de Shell por tercera vez después de una serie de reparaciones realizadas por Royal Dutch Shell.
- Más tarde, guerrilleros del NDA  volaron el oleoducto Brass-Tebidaba perteneciemte Eni en el Estado de Bayelsa.
- 8 de junio: Miembros del NDA volaron el Pozo RMP20 de Chevron, ubicado a 20 metros de la estación de flujo Dibi en Warri Del norte.
- 9 de junio: Aproximadamente a las 8:00 p. m., militantes del NDA los militantes hicieron estallar la instalación petrolera Chanomi Creek, perteneciente a Royal Dutch Shell, cerca del pueblo de Ogidigben en Warri del Sureste.
- 10 de junio: Milicianos del NDA volaron la línea troncal Obi Obi Brass, perteneciente a Eni. Es uno de los oleoductos de petróleo crudo más importantes de Eni en el estado de Bayelsa.
- 16 de junio - Milicianos del NDA atacaron con explosivos un oleoducto de crudo que pertenece al Nigerian National Petroleum Corporation en Oruk Anam, Akwa Ibom.
- 1 de julio - Aproximadamente a las 9:15 p. m. milicianos volaron una línea troncal de petróleo crudo perteneciente a la Corporación Nacional de Petróleo de Nigeria vinculada a la refinería de Warri.
- 2 de julio: Milicianos del "Equipo de Huelga" detonaron dos importantes líneas troncales de petróleo crudo pertenecientes a Nigerian Petroleum Development Company, ubicadas cerca de la estación de flujo de Batan en el estado de Delta.
- 3 de julio: Milicianos volaron Chevron Wells 7 y 8, ubicados cerca de la estación de flujo de Abiteye en Warri Sureste.
- 5 de julio: Guerrilleros vuelan el Pozo Chevron 10, ubicado cerca de la estación de flujo Otunana y más tarde atacaron con explosivos colector perteneciente a la Nigerian Petroleum Development Company, ubicada cerca de Banta, así como dos líneas troncales de petróleo crudo pertenecientes a la Nigerian National Petroleum Company
- 6 de julio: Entre las horas de 10:50 p. m. y 11:10 p. m. miembros del "equipo de huelga" perteneciente al  NDA colectores Chevron RMP 22, 23 y 24 en Delta State. Estos colectores son importantes puntos de convergencia para numerosos oleoductos de crudo operados por Chevron Corp.
- 8 de julio: Entre las 3 a 5 a. m., milicianos NDA los militantes voló los oleoductos 1, 2 y 3 de Nembe, pertenecientes a Shell y Eni, en el estado de Bayelsa y, al mismo tiempo, voló la línea troncal Brass-Tebidaba en el estado de Rivers.
- 11 de julio: Milicianos  volaron el oleoducto de crudo "Qua Iboe 48" perteneciente a ExxonMobil.
- 12 de julio: A última hora de la noche del 12 de julio, militantes de la NDA volaron un gasoducto de gas natural perteneciente a la Corporación Nacional de Petróleo de Nigeria ubicado en Ogijo, estado de Ogun.
- 13 de julio -Milicianos fuertemente armados organizaron una función en Estado de Delta en la que se encontraron cara a cara con soldados del ejército nigeriano. Un militante anunció: "Quiero entregar nuestra solicitud a nuestro Ogba Pata hoy. Irás y se la darás al gobernador", antes de contarle a un oficial nigeriano las demandas del grupo. Después del breve discurso, la multitud enloqueció de júbilo cuando los militantes comenzaron a disparar sus rifles de asalto al aire mientras cantaban y bailaban.
- 18 de julio: milicianos atacaron con explosivos una línea troncal de petróleo crudo perteneciente a Shell ubicada cerca de la estación de flujo de Batan en Warri South West.
- 24 de julio Se registra otro ataque a un gasoducto de gas perteneciente a la Nigerian National Petroleum Corporation en Nsit-Ibom, Akwa Ibom.
- 31 de julio Una semana después es atacado el oleoducto Trans Ramos propiedad de Royal Dutch Shell, localizado en el pueblo de Odimodi, Burutu.
- 30 de agosto: El Ejército nigeriano anunció el comienzo de una operación anti insurgencia en el Delta de Níger, llamada Operación Sonrisa de Cocodrilo.
- 30 de agosto-3 de septiembre: 20 soldados nigerianos mueren en acción por enfrentamientos armados contra militantes del NDA durante los primeros 4 días de la operación, 16 fueron asesinados a lo largo del Río Ethiope mientras otros 4 fueron asesinados en los riachuelos del estado de Bayelsa.
- 10 de septiembre; Los Vengadores del Delta del Níger publicaron una fotografía que muestra 4 soldados del ejército nigeriano recién capturados siendo conducidos a remos en un bote tripulado por un solo militante a un lugar indeterminado en algún lugar de los arroyos del delta del Níger.
- 23 de septiembre; milicianos atacaron los militantes hizo estallar el oleoducto de crudo Bonny de 48 pulgadas, propiedad de Royal Dutch Shell, ubicado en la Terminal de Exportación Bonny.
- 25 de octubre; Aproximadamente a las 3:45 a. m., el Equipo de Huelga 06 volaron la tubería de exportación Escravos, propiedad de Chevron, situado en alta mar desde el continente.Antes de su destrucción, el oleoducto transportaba cientos de miles de barriles de petróleo crudo cada día desde los campos petroleros en alta mar a las refinerías de petróleo Escravos GTL, ubicadas en el continente, para ser refinado en gasolina, queroseno y combustible diésel. El portavoz de la NDA, Mudoch Agbinibo, advierte que cualquier intento de reparar el oleoducto detendrá inmediatamente las negociaciones de paz con el gobierno nigeriano.
- 7 de noviembre: 7 hombres fuertemente armados atacaron un grupo de personal de vigilancia nigeriana en cargo de asegurar la tubería de Exportación Forcados cerca del pueblo de Batan, Estado de Delta. Los informes indican que militantes en lanchas rápidas abrieron fuego contra el personal de vigilancia con rifles de asalto y ametralladoras, obligándolos a huir para salvar sus vidas. Luego, los atacantes huyeron hacia los arroyos sin detonar ningún explosivo.
- 8 de noviembre; al día siguiente, el Equipo de Huelga 06 atacó la Tubería de Exportación Forcados menos de 24 horas después de su ataque en personal de vigilancia nigeriana en Batan. Los lugareños informaron sentir la onda expansiva de la explosión seguida por la vista de enorme bola de fuego
- 15 de noviembre:  Aproximadamente a las 11:45 p. m. Equipo de Huelga 03  voló los oleoductos Nembe 01, 02, y 03, operados por Eni, Oando, y la Royal Dutch Shell. Los 3 oleoductos principales abastecían a la Terminal de Exportación Bonny, ubicada en el Estado de Bayelsa, con 300.000 barriles de crudo diarios antes de su destrucción. El portavoz de la NDA, Mudoch Agbinibo, declaró que estos ataques son en respuesta a la llamada "Operación Sharkbite" del ejército nigeriano, lanzada el 4 de noviembre..[12]

### 2017
- 4 de noviembre: El portavoz de la NDA, Murdoch Agbinibo, declaró que la NDA se retirará del Foro Pan Niger-Delta (PANDEF) y pondrá fin al acuerdo de alto el fuego con el gobierno federal. La NDA también aprovechó para desautorizar cualquier vinculación con la RNDA y cuestionó su legitimidad.[13]

### 2018
- 17 de enero:Último comunicado de los Vengadores del Delta del Níger en su sitio web.[14]

### 2019
- El NDA respalda al candidato presidencial Alhaji Atiku Aububakar sobre el titular, el presidente Muhammadu Buhari. Aububakar se comprometió a aumentar la cantidad de ingresos petroleros en la región del delta, así como a aumentar su nivel de vida.[15]